# Wostok (obwód astrachański)
Wostok (ros. Восток) – wieś w Rosji, w obwodzie astrachańskim, w rejonie jenotajewskim. W 2010 liczyła 1276 mieszkańców.